# Emma Nāwahī
Emma ʻAʻima Aʻii Nāwahī (Hilo, 28 de setembro de 1854 – Hilo, 28 de dezembro de 1935) foi uma ativista política havaiana nativa, líder comunitária e editora de jornal. Ela e seu marido Joseph Nāwahī foram líderes na oposição à derrubada do Reino do Havaí e cofundaram o Ke Aloha Aina, um jornal de língua havaiana, que serviu como uma voz importante na resistência à anexação do Havaí aos Estados Unidos. Após a anexação, ela ajudou a criar o Partido Democrático do Havaí e tornou-se uma defensora do movimento do sufrágio feminino.

## Primeiros anos
Nascida em 28 de setembro de 1854, em Kūkūau, uma parte rural de Hilo, na ilha do Havaí, Nāwahī era considerada uma hapa-pākē, de ascendência meio nativa havaiana e meio chinesa. Sua mãe, Kahaoleʻauʻa, era filha de um chefe menor de Hilo, enquanto seu pai Tong Yee era um imigrante chinês do condado de Xiangshan, Guangdong. Seu pai originalmente deixou a China para participar da Corrida do Ouro da Califórnia, mas depois se manteve em Hilo em 1850, onde se tornou um empresário de sucesso e co-fundou a Pauka'a Sugar Plantation com outros plantadores de açúcar chineses de terras arrendadas do rei Kamehameha V. Seus pais se casaram em 25 de junho de 1851. Seu pai adotou o sobrenome Aʻii (baseado na pronúncia havaiana de seu nome) para si e seus filhos. Ela e suas quatro irmãs: A'ana, A'lai, A'oe e Mihana eram conhecidas como Ka Pua O Kina (A Flor da China) e consideradas "belezas famosas".
Em 17 de fevereiro de 1881, Emma se casou com o político Joseph Nāwahī, em Hilo, como sua segunda esposa. Eles tiveram três filhos: Albert Kahiwahiwa Nāwahī (1881–1904), Alexander Kaʻeʻeokalani Nāwahī (1883–1942) e Joseph Nāwahī, Jr. (1885–1888). Através de seus filhos, eles têm descendentes sobreviventes que vivem até hoje. Eles também adotaram uma filha chamada Emmeline Kaleionamoku "Kalei" Nāwahī (1877–1901), que morreu enquanto frequentava a St. Andrew's Schools em Honolulu. Durante a carreira política do marido e a residência do casal em Honolulu, Emma tornou-se dama de companhia e confidente da rainha Lili'uokalani.

## Ativismo político

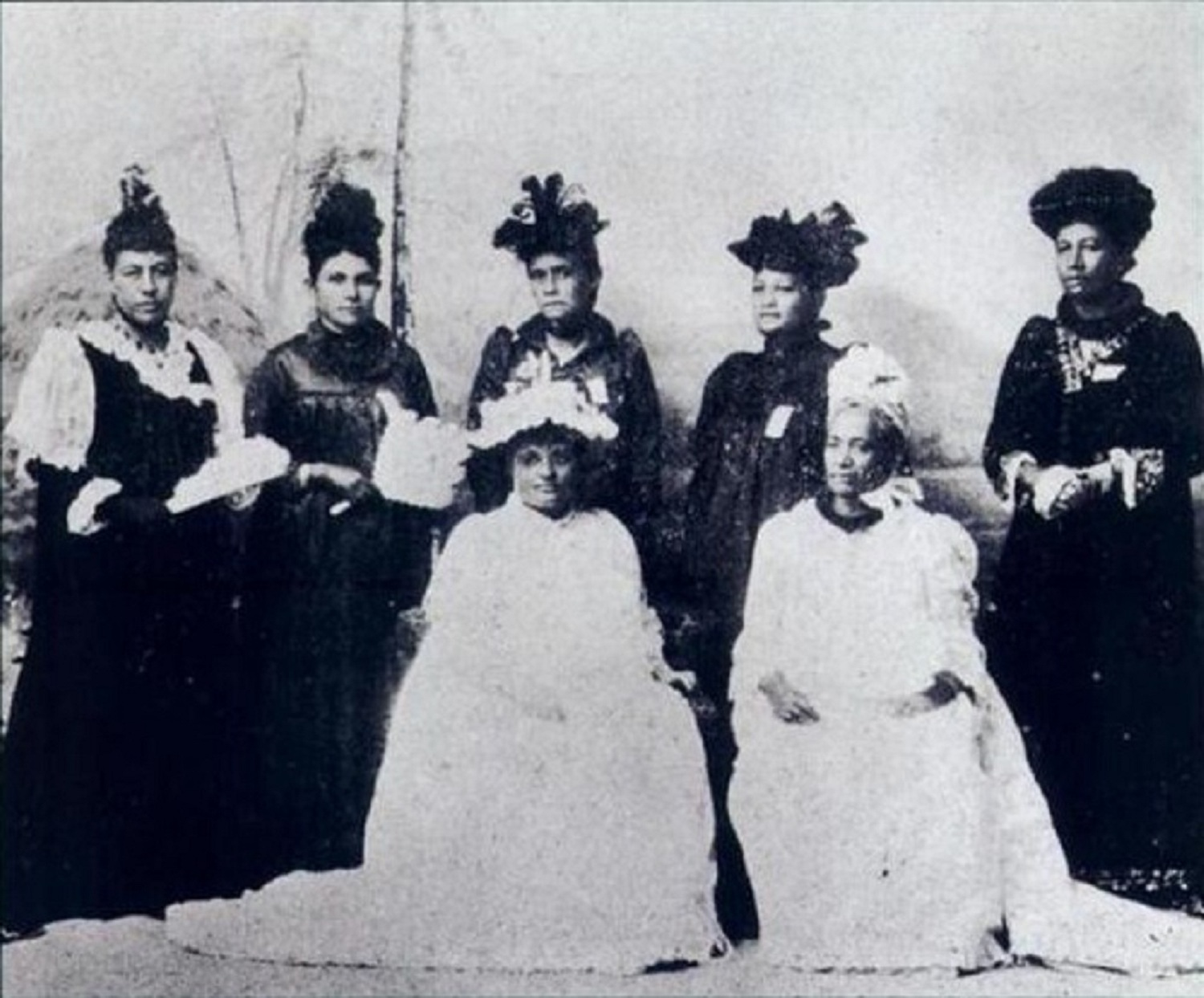
Hui Aloha ʻĀina o Na Wahine, 1893

Após a derrubada da monarquia, em 17 de janeiro de 1893, seu marido Joseph Nāwahī tornou-se o presidente da Hui Aloha ʻĀina o Na Kane (Liga Patriótica Masculina do Havaí), um grupo patriótico fundado logo após a derrubada para se opor à anexação e apoiar a rainha deposta. Emma juntou-se à organização feminina correspondente, a Hui Aloha ʻĀina o Na Wahine (Liga Patriótica Feminina do Havaí), que estava sob a liderança de Abigail Kuaihelani Campbell. Ela trabalhou como um dos membros do comitê executivo da organização em 1893 e, posteriormente, atuou como Secretária do Ramo Hilo da Liga.
Em 1893, Emma e os outros membros do comitê executivo de Hui Aloha ʻĀina o Na Wahine apresentaram uma petição ao comissário dos Estados Unidos, James Henderson Blount, enviada pelo presidente Grover Cleveland, para investigar a derrubada. As petições dirigidas ao governo dos Estados Unidos diziam:
Nós, mulheres das ilhas havaianas, por nossas famílias e pela felicidade de nossas casas, desejamos paz e sossego político, e oramos para que a ganância do homem por poder e despojos não possa perturbar a vida feliz dessas ilhas e que as agitações e distúrbios revolucionários inaugurados aqui desde 1887, por alguns estrangeiros pode ser suprimido para sempre.

Para esse efeito, acreditamos que, à luz dos eventos recentes, a paz, o bem-estar e a honra da América e do Havaí serão melhor servidos, no momento, se o governo da grande República Americana não aceitar a conduta e interferência ilegais de seus representantes aqui e o desejo imprudente de uma minoria de estrangeiros de anexação.
Portanto, oramos respeitosamente, mas sinceramente, para que o Havaí possa ter a preservação de sua autonomia independente e a restauração de sua legítima monarquia nativa sob nossa rainha Liliuokalani, em quem temos total confiança.

E esperamos que o cidadão ilustre, que tão sabiamente preside os Estados Unidos, possa receber gentilmente nossa petição, pelo qual oraremos cada vez mais pela bênção de Deus sobre ele e seu governo.
Em dezembro de 1894, um mandado de busca foi cumprido na casa dos Nāwahīs em Kapālama procurando por "armas e munições diversas". Embora nada tenha sido encontrado, Joseph Nāwahī foi preso por traição e a fiança foi fixada em 10 000 dólares. Ele passou quase três meses na prisão até ser libertado. Em maio de 1895, Nāwahī e Emma fundaram o Ke Aloha Aina, um jornal semanal anti-anexionista escrito na língua havaiana para promover a independência havaiana e a oposição à anexação americana. O jornal circulou até 1920.
Após sua libertação, a saúde de Nāwahī se deteriorou devido a tuberculose que ela contraiu durante sua prisão. Por recomendação de seu médico para buscar uma mudança de clima, eles deixaram o Havaí para uma viagem a São Francisco, na Califórnia. Eles deixaram Honolulu a bordo do vapor Alameda em 20 de agosto de 1896, junto com as famílias de Edward C. Macfarlane e Hermann A. Widemann, ambos monarquistas influentes e ex-ministros de Liliʻuokalani. Em 14 de setembro de 1896, Nāwahī morreu de tuberculose em São Francisco. De acordo com Silva, suas últimas palavras foram para Emma, pedindo desculpas por "tê-la levado tão longe da ‘äina e de sua família e amigos, para lidar com a morte dele sozinha em um lugar estrangeiro". Emma teve os restos mortais de seu marido morto embalsamados e retornou ao Havaí para dois grandes funerais de estado organizados por seus apoiadores e enterro em sua casa em Hilo.

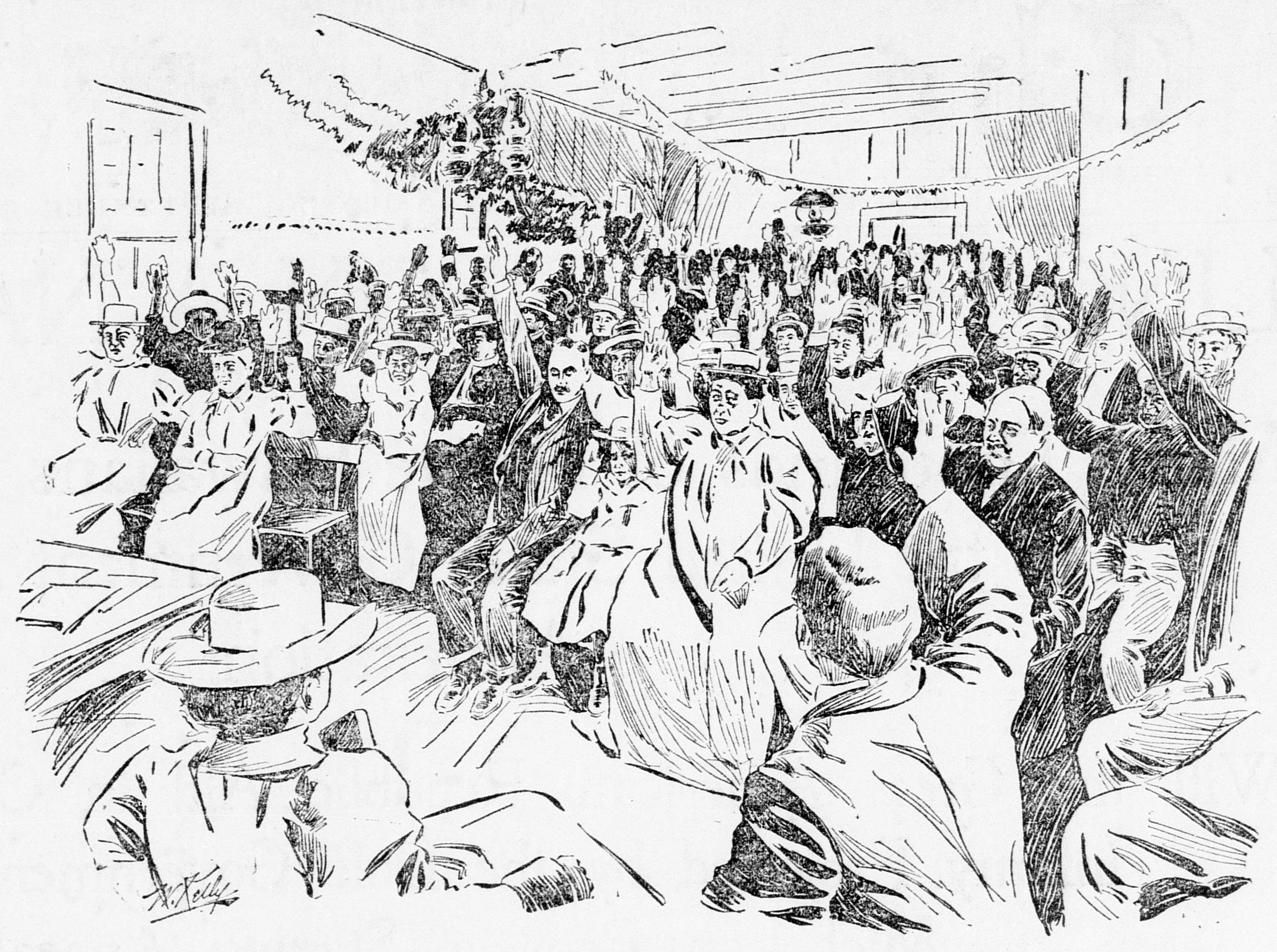
Uma reunião antianexação em Hilo, no Havaí, em 1897

Após a morte de Nāwahī, Emma se tornou uma importante líder política por direito próprio, continuando o legado de seu marido. Em 1897, Emma e membros dos ramos masculino e feminino do Hui Aloha ʻĀina coletaram mais de 21 000 assinaturas dos moradores das ilhas havaianas que se opunham a um tratado de anexação que estava sendo discutido no Senado dos Estados Unidos. Essas petições Kūʻē foram apresentadas por uma delegação de nativos havaianos e foram usadas como evidência da forte resistência da comunidade havaiana à anexação, e o tratado foi derrotado no Senado. Após o fracasso do tratado, o Havaí foi anexado pela Resolução de Newlands, emitida em julho de 1898, logo após a eclosão da Guerra Hispano-Americana.
Após a anexação, Emma ajudou a organizar o Partido Democrático do Havaí em 1899 na época da formação do Território do Havaí. Na década de 1910, ela se tornou uma defensora do movimento de sufrágio feminino antes da aprovação da Décima Nona Emenda à Constituição dos Estados Unidos em 1920.
Emma morreu em 28 de dezembro de 1935 e foi enterrada no Homelani Memorial Park and Cemetery, em Hilo, ao lado de seu marido.